# Скубі-Ду
«Скубі-Ду» (англ. Scooby-Doo) — серія мультиплікаційних серіалів і повнометражних мультфільмів, заснована компанією Hanna Barbera в 1969 році. Мультфільми і мультсеріали цієї серії виходять відтоді і по цей день. 2005 року внесений до Книги рекордів Гіннеса за найбільшу кількість епізодів серед усіх існуючих мультсеріалів. Оригінальний мультсеріал «Скубі-Ду, де ти!» був створений двома письменниками — Джо Рубі і Кеном Спірсом. У мультсеріалі розповідається про команду з чотирьох підлітків — Фреда Джонса, Дафні Блейк, Велму Дінклі, Норвілла «Шеггі» Роджерса і балакучого пса на ім'я Скубі-Ду, які розслідують таємниці з участю нібито надприродних істот.
Після успіху оригінального мультсеріалу, Hanna-Barbera, а пізніше і Warner Bros. Animation, створили численні продовження і спін-офи, в тому числі спеціальні телевізійні мультфільми і телефільми, повнометражні фільми, і дві театральні постановки. Деякі версії Скубі-Ду представляють різні варіації на тему надприродного, і включають в себе нових персонажів, доповнюючи або замінюючи їх на деякий час: кузена Скубі Скубі-Дам і його племінника Скреппі Ду.
«Скубі-Ду» початково транслювався каналом CBS з 1969 по 1976 рік; пізніше мультфільм показувався на каналі ABC до 1986 року. Після припинення основного серіалу в 1988 році був представлений мультфільм «Цуценя на кличку Скубі-Ду». Канал The CW зміг показати новий серіал-перезапуск «Що нового, Скубі-Ду?», який транслювався з 2002 по 2005 рік. Інший новий мультсеріал про Скубі-Ду, «Шеггі і Скубі-Ду ключ знайдуть!», виходив в ефір на The CW з 2006 до 2008 рік. Останнім транслювався і мультсеріал «Скубі-Ду: корпорація „Загадка“», прем'єра якого відбулася на Cartoon Network в квітні 2010 року. Повтори з різних серій мультсеріалів часто транслюються в усьому світі на Cartoon Network і Boomerang.

## Загальні елементи
Сюжет більшості мультфільмів розгортається навколо детективних розслідувань команди з чотирьох підлітків — членів самоназваної корпорації «Таємниця»: Шеггі з його псом Скубі, Фреда, Дафні і Велми. В деяких епізодах героям допомагають у розслідуваннях місцеві жителі, вчені і навіть реальні зірки телебачення.
У кожному епізоді команда дізнається про привида, чудовисько, або інше надприродне створіння, що тероризує місцеве населення. Прибувши на місце в автомобілі «Фургончик Таємниць», герої починають пошук доказів і опитування підозрюваних, зрештою розкриваючи, що привид або інше паранормальне явище насправді є обманом зловмисників. Шеггі традиційно вірить в реальність надприродного і ледарює разом зі Скубі, тоді як решта організовують упіймання злочинців.
Пізніше команда ловить лиходія, часто з допомогою пасток Фреда, складених за принципом Голдберга. Викриттю зазвичай передують слова будь-якого члена команди крім Шеггі і Скубі: «Тепер давайте подивимося, хто [ім'я монстра] насправді». Після викриття, лиходій розповідає про свої брудні справи, які й намагався прикрити з використанням загадкової історії та костюма. Злочинця заарештовують і доставляють у в'язницю, і він наостанок повторює коронну фразу на кшталт: «…мені б це зійшло з рук, якби не ці настирливі підлітки!». Разом з тим в низкі поодиноких випадків корпорація «Таємниця» стикається з реальними випадками непоясненного.

## Твори серії

### Мультсеріали
| №  | Назва                                             | Оригінальна назва                                                     | Роки трансляції                   | Оригінальний канал | Число епізодів | Число сезонів |
| -- | ------------------------------------------------- | --------------------------------------------------------------------- | --------------------------------- | ------------------ | -------------- | ------------- |
| 1  | Скубі-Ду, де ти!                                  | Scooby-Doo, Where Are You!                                            | 1969—1970                         | CBS                | 25 епізодів    | 2             |
| 2  | Нові пригоди Скубі-Ду                             | The New Scooby-Doo Movies                                             | 1972—1973                         | CBS                | 24 епізоди     | 2             |
| 3  | Шоу Скубі-Ду                                      | The Scooby-Doo Show1                                                  | 1976—1978                         | ABC                | 40 епізодів    | 3             |
| 4  | Скубі Ду: Веселі змагання «Усіх мультсупер зірок» | Scooby's All Star Laff-A-Lympics                                      | 1977—1978                         | ABC                | 24 епізоди     | 2             |
| 5  | Скубі і Скреппі-Ду                                | Scooby-Doo and Scrappy-Doo                                            | 1979—1980                         | ABC                | 16 епізодів    | 1             |
| 6  | Скубі і Скреппі-Ду (короткометражні)              | Scooby-Doo and Scrappy-Doo (shorts)2                                  | 1980—1982                         | ABC                | 99 епізодів    | 3             |
| 7  | Нові пригоди Скубі Ду                             | The All-New Scooby and Scrappy-Doo Show/The New Scooby-Doo Mysteries3 | 1983—1984                         | ABC                | 52 епізоди     | 2             |
| 8  | Нове шоу Скубі і Скреппі-Ду                       | The All-New Scooby and Scrappy-Doo Show/The New Scooby-Doo Mysteries  | 1983—1984                         | ABC                | 52 епізоди     | 2             |
| 9  | 13 привидів Скубі-Ду                              | The 13 Ghosts of Scooby-Doo                                           | 1985                              | ABC                | 13 епізодів    | 1             |
| 10 | Цуценя на ім'я Скубі-Ду                           | A Pup Named Scooby-Doo                                                | 1988—1991                         | ABC                | 30 епізодів    | 4             |
| 11 | Що нового, Скубі-Ду?                              | What's New Scooby-Doo?                                                | 2002—2005                         | The WC             | 42 епізоди     |               |
| 12 | Шеггі і Скубі-Ду ключ знайдуть!                   | Shaggy & Scooby-Doo Get a Clue!                                       | 2006—2008                         | The WC             | 30 епізодів    | 3             |
| 13 | Скубі-Ду: корпорація «Загадка»                    | Scooby-Doo! Mystery Incorporated4                                     | 2010—2013                         | Cartoon Network    | 52 епізоди     | 2             |
| 14 | Будь класним, Скубі-Ду!                           | Be Cool, Scooby-Doo!                                                  | 5 жовтня, 2015 — 18 березня, 2018 | Boomerang          | 52             | 2             |
| 15 | Скубі-Ду і вгадай хто?                            | Scooby-Doo and Guess Who?                                             | 2019                              | Boomerang          |                |               |
|    |                                                   |                                                                       |                                   |                    |                |               |

### Анімаційні телефільми
| №  | Назва                           | Оригінальна назва                     | Рік  |
| -- | ------------------------------- | ------------------------------------- | ---- |
| 01 | Скубі-Ду їде в Голлівуд         | Scooby-Doo Goes Hollywood             | 1979 |
| 02 | Скубі-Ду зустрічає Братів Бу    | Scooby-Doo Meets the Boo Brothers     | 1987 |
| 03 | Скубі-Ду і Школа вампірів       | Scooby-Doo and the Ghoul School       | 1988 |
| 04 | Скубі-Ду і перевертень поневолі | Scooby-Doo and the Reluctant Werewolf | 1988 |
| 05 | Скубі-Ду і ночі Шахерезади      | Scooby-Doo in Arabian Nights          | 1994 |
| 06 | Проєкт Скубі-Ду                 | The Scooby-Doo Project                | 1999 |
| 07 | Ніч живих Ду                    | Night of the Living Doo               | 2001 |

### Спеціальні, що вийшли одразу на DVD
| №  | Назва                               | Оригінальна назва                   | Рік  |
| -- | ----------------------------------- | ----------------------------------- | ---- |
| 01 | Скубі-Ду! Страшні ігри              | Scooby-Doo! Spooky Games            | 2012 |
| 02 | Скубі-Ду! Відпочинок з привидами    | Scooby-Doo! Haunted Holidays        | 2012 |
| 03 | Скубі-Ду і Опудало                  | Scooby-Doo and the Spooky Scarecrow | 2013 |
| 04 | Скубі-Ду і Маніакальний Меха Бовдур | Scooby-Doo! Mecha Mutt Menace       | 2013 |
| 05 | Скубі-Ду! Примарні голи             | Scooby-Doo! Ghastly Goals!          | 2014 |
| 06 | Скубі-Ду! і Пляжне Чудовисько       | Scooby-Doo! and the Beach Beastie   | 2015 |

### Повнометражні мультфільми
| №  | Назва                                                      | Оригінальна назва                                                 | Рік  |
| -- | ---------------------------------------------------------- | ----------------------------------------------------------------- | ---- |
| 01 | Скубі Ду та Гарлемські мандрівники                         | Scooby-Doo and the Harlem Wanderers                               | 1972 |
| 02 | Скубі Ду зустрічає Бетмена                                 | Scooby Doo meets Batman                                           | 1972 |
| 03 | Скубі-Ду на Острові мерців                                 | Scooby-Doo on Zombie Island                                       | 1998 |
| 04 | Скубі-Ду і привид відьми                                   | Scooby-Doo and the Witch's Ghost                                  | 1999 |
| 05 | Скубі-Ду і нашестя інопланетян                             | Scooby-Doo and the Alien Invaders                                 | 2000 |
| 06 | Скубі-Ду і кібер-погоня                                    | Scooby-Doo and the Cyber Chase                                    | 2001 |
| 07 | Скубі-Ду і легенда про вампіра                             | Scooby-Doo! and the Legend of the Vampire                         | 2003 |
| 08 | Скубі-Ду і монстр із Мексики                               | Scooby-Doo! and the Monster of Mexico                             | 2003 |
| 09 | Скубі-Ду і таємниця лох-неського чудовиська                | Scooby-Doo! and the Loch Ness Monster                             | 2004 |
| 10 | Алоха, Скубі-Ду!                                           | Aloha, Scooby-Doo!                                                | 2005 |
| 11 | Скубі-Ду, де моя мумія?                                    | Scooby-Doo! in Where's My Mummy?                                  | 2005 |
| 12 | Скубі-Ду. Пірати на борту                                  | Scooby-Doo! Pirates Ahoy!                                         | 2006 |
| 13 | Відпочивай, Скубі-Ду!                                      | Chill Out, Scooby-Doo!                                            | 2007 |
| 14 | Скубі-Ду і король гоблінів                                 | Scooby-Doo! and the Goblin King                                   | 2008 |
| 15 | Скубі-Ду меч самурая                                       | Scooby-Doo! and the Samurai Sword                                 | 2009 |
| 16 | Скубі-Ду! Абракадабра-Ду                                   | Scooby-Doo! Abracadabra-Doo                                       | 2010 |
| 17 | Скубі-Ду! Історії літнього табору                          | Scooby-Doo! Camp Scare                                            | 2010 |
| 18 | Скубі-Ду! легенда про Пантозавра                           | Scooby-Doo! Legend of the Phantosaur                              | 2011 |
| 19 | Скубі-Ду! Музика вампіра                                   | Scooby-Doo! Music of the Vampire                                  | 2012 |
| 20 | Скубі-Ду! Під куполом цирку                                | Big Top Scooby-Doo!                                               | 2012 |
| 21 | Скубі-Ду! Маска Блакитного сокола                          | Scooby-Doo! Mask of The Blue Falcon                               | 2013 |
| 22 | Скубі Ду! Страх сцени                                      | Scooby Doo! Stage Fright                                          | 2013 |
| 23 | Скубі-Ду! Мистецтво боротьби                               | Scooby-Doo! WrestleMania Mystery                                  | 2014 |
| 24 | Скубі-Ду: Франкен-монстр                                   | Scooby-Doo! Frankencreepy                                         | 2014 |
| 25 | Скубі-Ду! Божевілля місяцного монстра                      | Scooby-Doo! Moon Monster Madness                                  | 2015 |
| 26 | Скубі-Ду і KISS: Таємниця рок-н-роллу                      | Scooby-Doo! and Kiss: Rock and Roll Mystery                       | 2015 |
| 27 | Скубі-Ду LEGO Жахи лицарських часів                        | Lego Scooby-Doo! Knight Time Terror                               | 2015 |
| 28 | Скуб-Ду LEGO Примарний Голлівуд                            | Scooby Doo Haunted Hollywood                                      | 2015 |
| 29 | Скубі-Ду Мистицтво боротьби 2                              | Scooby-Doo! and WWE: Curse of the Speed Demon                     | 2016 |
| 30 | Скубі-Ду Дикий захід                                       | Scooby-Doo! Shaggy's Showdown                                     | 2017 |
| 31 | Скубі-Ду: мультфільм                                       | S.C.O.O.B.Y                                                       | 2018 |
| 32 | Скубі-Ду                                                   | Scoob!                                                            | 2020 |
| 33 | Прямо з нікуди: Скубі Ду зустрічає Куража Боягузливого пса | Straight Outta Nowhere: Scooby Doo Meets Courage The Cowardly Dog | 2021 |
| 34 | Скубі-ду: Святкове переслідування                          | Scoob!: Holiday Haunt                                             | 2022 |

### Фільми
| №  | Назва                                  | Оригінальна назва                     | Рік  |
| -- | -------------------------------------- | ------------------------------------- | ---- |
| 01 | Скубі-Ду                               | Scooby-Doo                            | 2002 |
| 02 | Скубі-Ду 2: Монстри на волі            | Scooby-Doo 2: Monsters Unleashed      | 2004 |
| 03 | Скубі-Ду 3: Таємниця починається       | Scooby-Doo! The Mystery Begins        | 2009 |
| 04 | Скубі-Ду 4: Прокляття озерного монстра | Scooby-Doo! Curse of the Lake Monster | 2010 |
| 05 | Дафна і Велма                          | Daphne & Velma                        | 2018 |

### Відеоігри
| Назва | Видавець/Розробник                                 | Платформи                                                | Рік  |
| --- | -------------------------------------------------- | -------------------------------------------------------- | ---- |
| Scooby-Doo's Maze Chase | Mattel Electronics                                 | Intellivision                                            | 1983 |
| Scooby-Doo | Elite Systems Gargoyle Games                       | Arcade ZX Spectrum Commodore 64                          | 1986 |
| Scooby-Doo and Scrappy Doo | Hi-Tec Software PAL Developments                   | Amiga Commodore 64                                       | 1991 |
| Scooby-Doo Mystery | Sunsoft Acclaim Entertainment                      | Super Nintendo Entertainment System                      | 1995 |
| Scooby-Doo Mystery | Illusions Gaming Acclaim Entertainment             | Sega Genesis                                             | 1995 |
| Scooby Doo! Mystery of the Fun Park Phantom | Engineering Animation, Inc. SouthPeak Interactive  | Microsoft Windows                                        | 1999 |
| Scooby-Doo! Mystery Adventures | The Learning Company                               | Microsoft Windows                                        | 2000 |
| Scooby-Doo! Classic Creep Capers | THQ                                                | Nintendo 64 Game Boy Color                               | 2001 |
| Scooby-Doo and the Cyber Chase | THQ                                                | PlayStation Game Boy Advance                             | 2001 |
| Scooby-Doo (сюжет оснований на фільмі 2002 року)                                                                                                   | THQ                                                | Game Boy Advance                                         | 2002 |
| Scooby-Doo! Night of 100 Frights | THQ                                                | GameCube PlayStation 2 Xbox                              | 2002 |
| Scooby-Doo Case Files: Скубі-Ду справа № 1: Сияючий Жукан, Скубі-Ду справа № 2: Китайский дракон, і Скубі-Ду справа № 3: Світло, Камера, Таємниця! | The Learning Company                               | Microsoft Windows                                        | 2003 |
| Scooby-Doo! Mystery Mayhem | A2M THQ                                            | Game Boy Advance GameCube PlayStation 2 Xbox             | 2003 |
| Scooby-Doo 2: Monsters Unleashed (сюжет оснований на фільмі 2004 року)                                                                             | THQ                                                | Game Boy Advance Microsoft Windows                       | 2004 |
| Scooby-Doo! Unmasked | THQ                                                | Nintendo DS Game Boy Advance GameCube PlayStation 2 Xbox | 2005 |
| Scooby-Doo! First Frights | Torus Games Warner Bros. Interactive Entertainment | Wii Nintendo DS PlayStation 2 Microsoft Windows          | 2009 |
| Scooby-Doo! and the Spooky Swamp | Torus Games Warner Bros. Interactive Entertainment | Wii Nintendo DS PlayStation 2 Microsoft Windows          | 2010 |

### Флеш-ігри
- Scooby Doo Frozen Frights
- Scooby-Doo: The Attack Of The Vampire Pumpkinheads
- Scooby-Doo And The Creepy Castle
- Bayou Scooby-Doo
- Scooby-Doo In The Ghosts Of Pirate Beach
- Scooby-Doo: Scrappy Stinks
- Swami Shaggy
- Scooby Snapshot
- Scooby Trap
- Scooby-Doo 1000 Graveyard Dash
- Scooby-Doo Big Air
- Scooby-Doo Big Air 2: Curse Of The Half Pipe
- Scooby-Doo Big Air Snow Show
- Scooby-Doo Castle Hassle
- Scooby-Doo Curse of Anubis — Pyramid of Doom!
- Scooby Doo — Daphne's Fight for Fashion
- Scooby-Doo In Monster Sandwich
- Scooby-Doo! Love Quest
- Scooby-Doo Horror On The High Seas Episode 1: The Ghost Pirate Attacks!
- Scooby-Doo Horror On The High Seas Episode 2: Neptunes Nest
- Scooby-Doo Horror On The High Seas Episode 3: Reef Relief
- Scooby-Doo Horror On The High Seas Episode 4: Pirate Ship Of Fools
- Scooby-Doo Mayan Monster Mayhem Episode 1: River Rapids Rampage
- Scooby-Doo Mayan Monster Mayhem Episode 2: Creepy Cave Cave-In
- Scooby-Doo Mayan Monster Mayhem Episode 3: Terror In Tikal
- Scooby-Doo Mayan Monster Mayhem Episode 4: Temple of Lost Souls
- Scooby-Doo Haunts For The Holidays Episode 1: Theatre Terror
- Scooby-Doo Haunts For The Holidays Episode 2: Ghost In The Cellar
- Scooby-Doo Haunts For The Holidays Episode 3: The Last Act
- Scooby-Doo Mystery Incorporated: Crystal Cove Online

### Мюзикли
- Скубі-Ду і Страх сцени (англ. Scooby-Doo in Stagefright) (2001—2005; світове турне 2005, 2007, 2009)
- Скубі-Ду і Привид Пірата (англ. Scooby-Doo and the Ghost Pirate) (2009)
- Скубі-Ду життя! Музичні Таємниці (англ. Scooby-Doo Live! Musical Mysteries) (2013)

## Створення
Робота над створенням першого мультсеріалу про собаку Скубі-Ду розпочалася на початку 60-х років XX століття в студії Hanna-Barbera. Над створенням майбутнього мультсеріалу працювали сценаристи Джо Рубі і Кен Спірс; продюсери і режисери Вільям Ганна і Джозеф Барбера; дизайнером персонажів і провідним аніматором був японець Івао Такамото.
У середині 1960-х років батьки протестували проти суботніх мультфільмів, де часто згадується і демонструється насильство. Торкнулася ця проблема і студії Hanna-Barbera; більшість мультфільмів довелося закривати на стадії планування, або значно змінювати сюжетні лінії.
Але тим не менше після завершення серіалу «Шоу Арчі», виконавчий продюсер каналу CBS Фред Сильверман вирішив звернутися до авторів оскараносного «Тома і Джеррі» Вільяма Ганна і Джозефа Барбері, з пропозицією створити мультсеріал про підлітків. Сільверман запропонував виконати новий мультфільм в стилі радіопостановок «Я люблю таємниці» і серіалу «Багато люблять Добі Гілліс».
Початкова сюжетна лінія значно відрізняється від кінцевої. У мультфільмі повинно бути п'ять героїв — Джефф, Майк, Келлі, Лінда, брат Лінди «WW» і їхня собака. Всі перераховані персонажі спочатку були учасниками гурту, що грав на музичних інструментах бонго. Коли «Містична п'ятірка» не виступала на концертах, команда розслідувала різні таємниці з участю привидів, зомбі й космічних прибульців. Невирішеним було однак питання про включення в список героїв боягузливої собаки і маленького цуценяти. Після вибору першого варіанту постало питання про вибір породи собаки: вибрати звичайну німецьку або велику кудлату вівчарку. Після консультації з Джозефом Барбарою творці зупинилися на німецькому дозі, щоб уникнути подібності з псом з передачі «Шоу Арчі». Крім того, боягузливий герой був дуже схожий на героя Мармадюка з однойменного коміксу, але Барбара сказав аніматорам, що ця схожість не є проблемою.
До того часу серіал був готовий для презентації Сильверману, однак пізніше відбулися кілька змін: Джефф і Майк були об'єднані в одного персонажа на ім'я «Ронні» (пізніше його назвали Фредом), Келлі стала Дафні, Лінду перейменували на Велму; у неї тепер не було брата, він був замінений на Шеггі. Мультфільм називався «Хто з-з-злякався?» (Who's S-S-Scared?). За підсумками презентації, виконавчий продюсер каналу CBS зажадав переробити мультфільм, тому що пілотний випуск був занадто «страшним» і був визнаний непідходящим для дитячої аудиторії. Після претензій Рубі й Спірс вирішили змінити весь сценарій мультфільму, приділивши більшу увагу боягузові Шеггі і собаці Скубі. Крім того, з історії була відкинута ідея про участь у музичному гурті. Завдяки пісні Френка Сінатри «Strangers in the Night», собаку назвали Скубі-Ду, а в серіалу з'явилася назва — «Скубі-Ду, де ти?!». Цей мультфільм був схвалений керівництвом каналу і вийшов в ефір 13 вересня 1969 року.

## Трансляція

### Серіали
Пілотний випуск мультсеріалу «Скубі-Ду, де ти!», під назвою «Ну і нічка для лицаря», дебютував на каналі CBS 13 вересня 1969 року. Як актори озвучування брали участь: Дон Мессік в ролі Скубі-Ду; радіо-діджей Кейсі Касем озвучував Шеггі; Френк Велкер «віддав» свій голос Фреду; Ніколь Джяффе і Індіра Стефанінна озвучили Велму і Дафну відповідно. Мова Скубі нагадувала голос іншого мультиплікаційного пса на ім'я Астро з «Джетсонів», якого також озвучив Мессік. Сімнадцять епізодів Скубі-Ду були показані в 1969 році. Головна однойменна тема мультсеріалу була виконана Ларрі Марксом і Полом Костелло, а текст написали Девід Мок і Бен Рейлі.
У зв'язку з успіхом мультсеріалу, на каналі показали другий сезон, що складається з восьми епізодів. У семи епізодах була використана музика в стилі бабблгам-поп, записана Остіном Робертсоном. Стефанінна Крістофферсон вийшла заміж і пішла з озвучення, тому Хізер Норт взяла на себе роль Дафні, і продовжувала озвучувати героїню до 1997 року.
Після успіху «Скубі-Ду, Де ти!», у 1972 році вийшов новий мультсеріал під назвою «Нові фільми про Скубі-Ду». Кожен епізод відбувається з участю реальної або вигаданої запрошеної зірки, в тому числі і маловідомі персонажі, створені Hanna-Barbera, такі як Джозі та кішечки і Швидкий Баггі; знаменитості — Сенді Дункан, сімейка Аддамс, Кас Елліот, Філліс Дилер і Дон Адамс. Всі перераховані вище герої допомагають вирішувати загадки і секрети завдань. Також пізніше були показані такі гості, як Гарлем Глобтроттерс, Три Маріонетки, Дон Ноттс, Бетмен і Робін, кожний з яких з'явився кілька разів. Музичний керівник Hanna-Barbera Хойт Куртин склав нову музичну тему «Curtin» для нового мультсеріалу. Після показу двох сезонів, які складаються з 24 епізодів, канал CBS почав показувати повтори.
Починаючи з середини 1970-х років, «Скубі-Ду» розпочали трансляцію на каналі ABC. Спочатку, замість нових мультфільмів, показували повтори старих, поєднуючи їх з іншими шоу в двогодинному блоці «Весела олімпіада Скубі-Ду», де були показані 45 персонажів Hanna-Barbera, які беруть участь в олімпійських іграх. Скубі був капітаном своєї олімпійської команди під назвою «Скубі-Душки», в якій також фігурує Шеггі і Скубі-Дам. Пізніше передачу перейменували в «Скубі і всі зірки», а час показу скоротився до 90 хвилин. Програма також продовжувала показувати повтори старих мультфільмів, а нові епізоди транслювалися окремо. Після дев'яти тижнів, окрема трансляція «Скубі-Ду, Де ти!» була скасована, а решта 16 нових епізодів дебютували в «Скубі і всі зірки». Епізоди, створені з 1976 по 1978 рік, були об'єднані в одну програму «Скубі-Ду Шоу», в рамках якого продовжували транслюватися старі епізоди 3 сезону «Скубі-Ду, де ти!» і «Скубі і Всі Зірки».
У 1979 році відбувся показ годинного мультфільму «Скубі-Ду їде в Голлівуд». Сюжет обертається навколо спроб Шеггі і Скубі отримати власний мультсеріал з іншим сюжетом, бо їм набридло грати трусів у своєму мультиплікаційному серіалі. Також в мультфільмі були пародії на тодішні шоу і фільми — «Щасливі дні», «Супермен», «Лаверна і Ширлі» і «Ангели Чарлі». щоб підвищити популярність франшизи, студія Hanna-Barbera вирішила включити нового персонажа — Скреппі-Ду, племінника головного героя. Зв'язку з цим, Hanna-Barbera створила окрему півгодинне шоу «Скубі-Ду і Скреппі-Ду», в якому відбулося перше поява Скреппі.
Успіх «Скубі-Ду і Скреппі-Ду» призвів до зміни концепції наступних мультфільмів, змістивши основну увагу на Скреппі-Ду. Пес Скубі відтоді часто ходить на двох ногах; Фред, Дафна і Велма були виключені з мультсеріалу. У результаті з'явився новий формат мультфільму, що поділив його на три частини, тривалістю близько семи хвилин. Більшість надприродних лиходіїв в даних серіях стали реальними монстрами і примарами.
Дафна повернулася в мультфільмі «Нові пригоди Скубі і Скреппі». Його показали у 1983 році і він складався з одинадцяти епізодів. Цей мультиплікаційний був серіал виконаний у форматі оригінального мультфільму «Скубі-Ду, Де ти!». Після показу першого сезону серіал перейменували на «Нові пригоди Скубі-Ду». З другого сезону як камео з'явилися Фред і Велма.
У 1985 році відбувся дебют «13 привидів Скубі-Ду», де знову повернулися старі герої: Дафна, Скреппі, Шеггі і Скубі. Також з'явилися нові персонажі: Флим-Флам (озвучений Сьюзен Блу) і Вінсент Ван Гоблін (озвучений Вінсентом Прайсом). За сюжетом Скубі, Дафна, Шеггі і Скреппі подорожують по світу, щоб захопити «тринадцять найстрашніших примар Землі». Останній епізод вийшов у березні 1986 року.
Після показу по телебаченню «13 привидів Скубі-Ду», аніматори з Hanna-Barbera вирішили переосмислити весь концепт серії, і створити новий мультфільм в анімаційному стилі Текса Ейвері і Боба Клампетта. На каналі ABC в 1988 році вийшов серіал «Цуценя на кличку Скубі-Ду». Режисером виступив Том Рюггер. Тут були вперше показані батьки Скубі-Ду і розкрили повне ім'я Скубі — Скуберт. Рідним містом команди «Таємниця» став вигаданий населений пункт Кулсвіль. Після завершення роботи над мультфільмом, Рюггер і велика частина його команди пішли з Hanna-Barbera і перейшли працювати в Warner Bros. Animation, для участі у створенні мультсеріалу «Пригоди мультяшок».
З 1986 по 1988 рік по різних телеканалах йшли анімаційні телефільми під назвою «Hanna-Barbera Superstars 10», де присутні найпопулярніші персонажі Hanna-Barbera: Ведмідь Йоги, Гекльберрі Фінн, Флінтстоуни, і Джетсони. Скубі-Ду, Скреппі-Ду і Шеггі з'явилися в трьох з цих фільмів: «Скубі-Ду зустрічає Братів Бу», «Скубі-Ду і Школа вампірів» і «Скубі-Ду і наполегливий перевертень». Ці три фільми ґрунтувалися на старих мультфільмах про Скубі і Скреппі-Ду. Пізніше Скубі-Ду і Шеггі з'явилися як оповідачі в анімаційному телевізійному фільмі «Скубі-Ду і ночі Шахерезади», який транслювався на каналі TBS в 1994 році. Цей мультфільм є останньою роллю Дона Мессика як актора озвучування Скубі.
Починаючи з 1980 року повтори старих мультфільмів про Скубі-Ду показувалися по каналах TBS Superstation, USA Network, Cartoon Network, TNT і Teletoon. З 1998 року при підтримці Warner Bros. окремі частини великої франшизи стали виходити на DVD.
З середини 1990-х років відбулися зміни в акторському складі в зв'язку зі смертю Дона Мессика. Скотт Іннес, який озвучував Скубі і Скреппі, став також озвучувати Шеггі, змінивши Кейсі Касема, який відмовився від ролі Шеггі після показу героя в рекламі Burger King. Мері Кей Бергман, яка озвучувала Дафну, покінчила з собою в зв'язку з психічними розладами; після цього героїню стала грати актриса Грей Делайлі. Лише «голос» Фреда Френк Велкер продовжив озвучувати свого героя. З середини 1990-х перші чотири мультфільму вийшли відразу на DVD. Крім того, в цей період, мультфільми серії стали транслюватися в Росії.
Також випускалися нові повнометражні мультфільми про пригоди Скубі-Ду: «Скубі-Ду на Острові мерців», «Скубі-Ду і привид відьми», «Скубі-Ду і нашестя інопланетян» і «Скубі-Ду і кібер-погоня». Вони відрізнялися від оригінального формату серії шляхом розміщення персонажів в ділянки з темнішим тоном і присутністю цих надприродних сил. У «Скубі-Ду на Острові мерців» команда возз'єдналася після довгих років розлуки, і билася з поклонінням вуду-котів у Луїзіана Баоу. У «Скубі-Ду і привид відьми» розповідає про письменника Бене Равенкрофте (озвучений Тімом Каррі), який повертається у своє рідне місто з командою, щоб дізнатися, що за захід переслідує дух його Тітки Сари Равенкрофт, яка була фактично відьмою. Також в мультфільмі вперше з'явився рок-гурт знаний як «Відьмочки» (англ. The Hex Girls), які пізніше з'явилися у багатьох мультсеріаліах і мультфільмах Скубі-Ду. Нові анімаційні фільми, як і раніше виходять регулярно, з участю реальних монстрів і маленьким розширенням внутрішнього світу персонажів корпорації «Таємниця».
Починаючи з 2002 року, серія переживає другий розквіт. У цей період студія Hanna-Barbera була об'єднана з Warner Bros. Animation і випустила успішний перший повнометражний кінофільм. На каналі Kids' WB став транслюватися мультсеріал «Що нового, Скубі-Ду?», де дія епізодів відбувається з тими ж героями, але в сучасності. В серіалі зображалися різні актуальні технології і з'являються відсилання до тодішньої поп-культури.
Після показу трьох сезонів «Що нового, Скубі-Ду?», серіал був замінений на «Шеггі і Скубі-Ду ключ знайдуть!». У мультфільмі переробили художній стиль. За сюжетом Шеггі успадкує гроші і маєток свого дядька-винахідника Альберта, котрий ховається від лиходіїв, які намагаються вкрасти його секретний винахід. Лиходії на чолі з Доктором Файбсом будують різні плани з захоплення винаходу Альберта Шеггелфорта, і намагаються вкрасти його у Шеггі й Скубі. Фред, Дафна і Велма в мультсеріалі з'являються рідко, переважно, щоб допомогти головним героям.
У 2003 році були показані по телебаченню два нових мультфільму «Скубі-Ду і легенда про вампіра» і «Скубі-Ду і монстр з Мексики». Ці мультфільми були створені в дусі «Скубі-Ду, де ти!», однак мультфільми, створені з 2004 по 2009 рік, нагадують формат «Що нового, Скубі-Ду?».
Крім того, вийшов телефільм «Скубі-Ду 3: Таємниця починається», який вийшов на DVD і одночасно в ефірі Cartoon Network 13 вересня 2009 року, в честь сорокової річниці дебюту серії. У фільмі знімалися такі актори як Нік Палатас в ролі Шеггі, Роббі Амелл в ролі Фреда, Кейт Мелтон в ролі Дафні, Гейлі Кійоко в ролі Велми, і Френк Велкер, який озвучив Скубі-Ду. Другий телефільм, «Скубі-Ду! Прокляття озерного монстра», вийшов в ефір 16 жовтня 2010 року, режисером залишився Брайан Левант.
5 квітня 2010 року відбулас прем'єра нового мультсеріалу "Скубі-Ду: корпорація «Загадка». Актор Меттью Ліллард, зіграв Шеггі у фільмах «Скубі-Ду» і «Скубі-Ду 2: Монстри на волі»), замінив Касема; решті акторського складу не змінилась з виходом мультсеріалу «Що нового, Скубі-Ду?». Цей мультсеріал вважається частковою «перезавантаженням» всієї серії. За сюжетом команда розгадує різні секрети і таємниці. У сюжет також були додані романтичні стосунки між головними героями.
У 2012 році вийшли спеціальні епізоди «Скубі-Ду! Моторошні Ігри» і «Скубі-Ду! Відпочинок з привидами».

### Фільми
Перший повнометражний фільм «Скубі-Ду» був створений студією Warner Bros. і прем'єра відбулася 14 червня 2002 року. Режисером картини став Раджа Госнелл; у фільмі знялися Фредді Принц-молодший в ролі Фреда, Сара Мішель Геллар в ролі Дафни, Меттью Ліллард в ролі Шеггі, і Лінда Карделліні в ролі Велми. Скубі-Ду був створений завдяки використанню спецефектів. Перший фільм здобув успіх і спонукав Warner Bros. випустити продовження: «Скубі-Ду 2: Монстри на волі».
У серпні 2013 року Warner Bros. повідомила про виробництво нового повнометражного мультфільму про Скубі-Ду. Продюсерами виступили Atlas Entertainment, Чарльз Роувен і Річард Сакл. Сценарій до мультфільму пише Метт Ліберман.

## Озвучування
Список персонажів Скубі-Ду
| Головні ролі - Скуби-Ду - Дон Мессик (1969—1994) - Гедлі Кей (1997) - Скотт Іннес (1998—2001, мультфільми (2001—2006), видеоігри) - Ніл Фаннінг (2002—2004, фільми) - Френк Велкер (2002-наш час, шоу, ігри, фільми і DVD) - Жан-Поль Ману (Ботанік Скубі, «Скубі-Ду 2: Монстри на волі», 2004) - Норвілл «Шеггі» Роджерс - Кейсі Касем (1969—1994, 1997, 2002—2009) - Біллі Вест(1998) - Скотт Іннес (1999—2001 мультфільми, 2001—2009 відеоігри) - Скотт Менвіл («Шеггі Скубі-Ду ключ найдут!», 2005—2008) - Меттью Ліллард (2002—2004, фільми; 2002—2015, відеоігри; 2010—2020, мультфільми, мультсеріали) - Каску Беддоу (Молодий Шеггі, «Скубі-Ду 2: Монстри на волі», 2004) - Нік Палатас (2009—2010, телевізійні фільми) - Фред Джонс-молодший - Френк Велкер (1969—1983, 1997-по наш час) - Карл Стівенс («Щенок по імені Скубі-Ду», 1988—1991) - Фредди Принц-молодший]] (2002—2004, фільми) - Раян Врба (Молодий Фред, «Скубі-Ду 2: Монстри на волі», 2004) - Роббі Амелл (2009—2010, телевізійні фільми) - Джим Вайс (голос в песне «Скубі-Ду! Музика Вампіра», 2011) - Дафна Блейк - Індіра Стефанінна (1969—1970) - Гізер Норт(1970—1997, 2003) - Келлі Мартін («Цуценя по імені Скубі-Ду», 1988—1991) - Мері Кей Бергман (1998—1999) - Грей Делайл (2000- наш час) - Сара Мішель Геллар (2002—2004) - Емілі Теннант (Молода Дафна, «Скубі-Ду 2: Монстри на волі», 2004) - Кейтлін Мелтон (2009—2010, телевізійні фільми) | - Велма Дінклі - Ніколь Джяффе (1969—1973, 2001, 2003—2004) - Пет Стівенс (1976—1982) - Марла Фрумкін (1979) - Крістина Ланж («Цуценя по імені Скубі-Ду», 1988—1991) - Бетті Джин Уорд (1984, 1997—2001) - Мінді Кон (2002- наш час) - Лінда Карделліні (2002—2004, фільми) - Лорен Кеннеді (Молода Велма, «Скубі-Ду 2: Монстри на волі», 2004) - Гейлі Кійоко (2009—2010, телевізійні фільми) - Бетс Мелоун (голос в пісні «Скубі-Ду: Музика Вампіра», 2011) - Скреппі-Ду - Ленни Вейнриб (1979—1980) - Дон Мессік (1980—1986) - Скотт Іннес (Фільм «Скубі-Ду», 2002; Harvey Birdman, Attorney at Law, епізод «Shaggy Busted») - Жан-Поль Ману (Скреппі-Рекс, фільм «Скубі-Ду», 2002) - Інші персонажі - Доуз Батлер в ролі Скубі-Дама (1976) - Сьюзен Блу в ролі Флім Флама («13 привидів Скубі-Ду», 1985) - Говард Морріс в ролі Бовжела («13 привидів Скубі-Ду», 1985) - Скотт Менвіл в ролі Реда Геррінг (« Цуценя по імені Скуби-Ду», 1988—1991) - Дженніфер Гейл, Кімберлі Брукс і Джейн Вейдлін в ролі Торн, Луни і Даск із Відьмочок - Вінсент Прайс в ролі Вінсента Ван Гобліна («13 привидів Скубі-Ду», 1985—1986) - Моріс Ламарч в ролі Вінсента Ван Гобліна («Скубі-Ду: Корпорація „Загадка“», 2010—2011) - Патрік Варбертон в ролі Шерифа Бронсона Стоуна - Лінда Карделліні в ролі Марсі (Вонючка) («Скубі-Ду: Корпорація „Загадка“», 2011—2013) |

## Відгуки та популярність

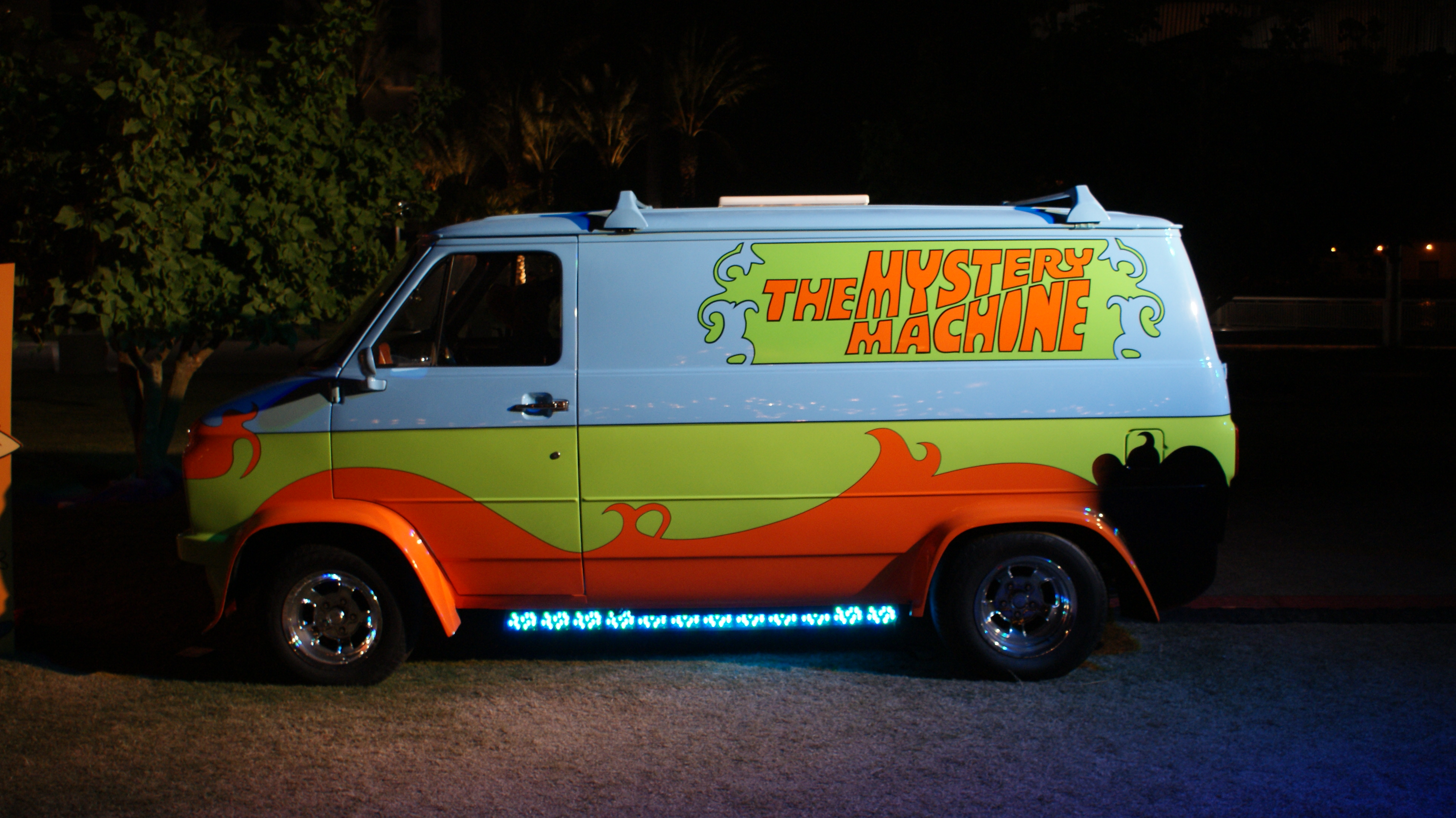
Машина «Таємниця» в Сан-Дієго Комік-Кон в 2013 році

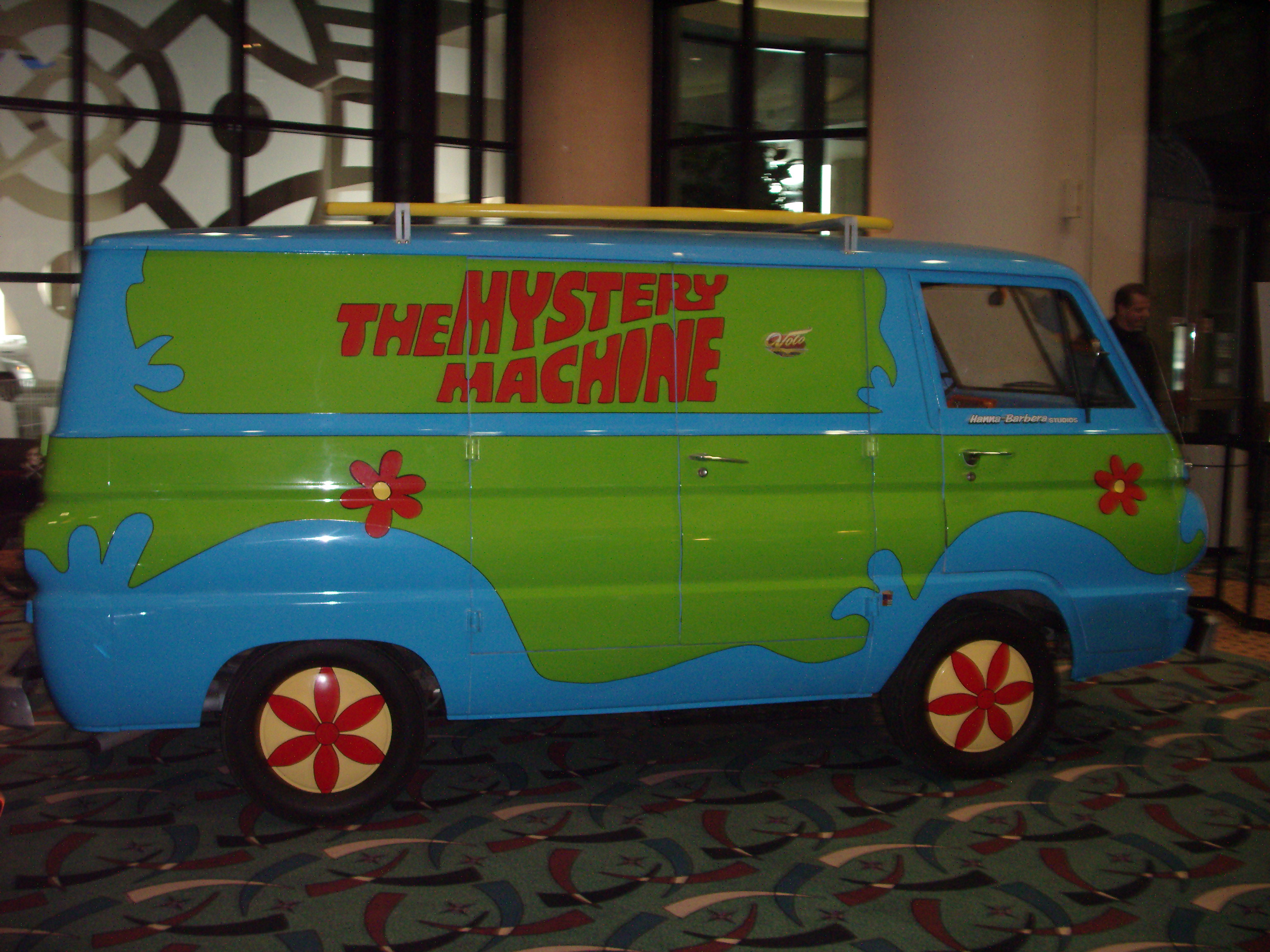
Машина «Таємниця» у великому автосалоні Мілвокі 2011

За всю історію існування серіал отримав 2 премії Еммі, в 1989 і 2003 роках. Адвокат Карл Саган позитивно відгукнувся про сюжетні лінії мультфільмів, відзначаючи, що деякі розслідування підійшли б для пошуків злочинців в реальному житті.
Починаючи з 1990-х років серія стає все популярнішою за рахунок старих фанатів і маленьких дітей. Деякі критики заявляли, що суміш декількох жанрів: комедії, пригоди і жахів — принесли мультсеріалом славу і визнання. Творець Фред Сільверман пояснив, що під час моторошних сцен, аніматори і сценаристи намагалися зробити їх смішнішими, щоб привернути увагу дітей.
Багато сайтів і журналів не раз ставили окремі мультфільми і різних персонажів в опитуваннях. 3 серпня 2002 року канал TV Guide оцінив серію на 22-ге місце в списку «50 найкращих фільмів усіх часів». Сам головний герой, пес Скубі, був названий Animal Planet одним з найкращих персонажів-тварин, показаних по телебаченню. Мультфільм Скубі-Ду, де ти! увійшов до топ «100 найкращих мультфільмів усіх часів», складений британським каналом Channel 4 в 2005 році[32]; у схожому списку, складеному сайтом IGN, франшиза посіла 25 місце.
У 2004 році серія Скубі-Ду була занесена в Книгу рекордів Гіннесса як найдовший мультсеріал з великою кількістю епізодів. Пізніше цю номінацію зайняв сатиричний серіал «Сімпсони».

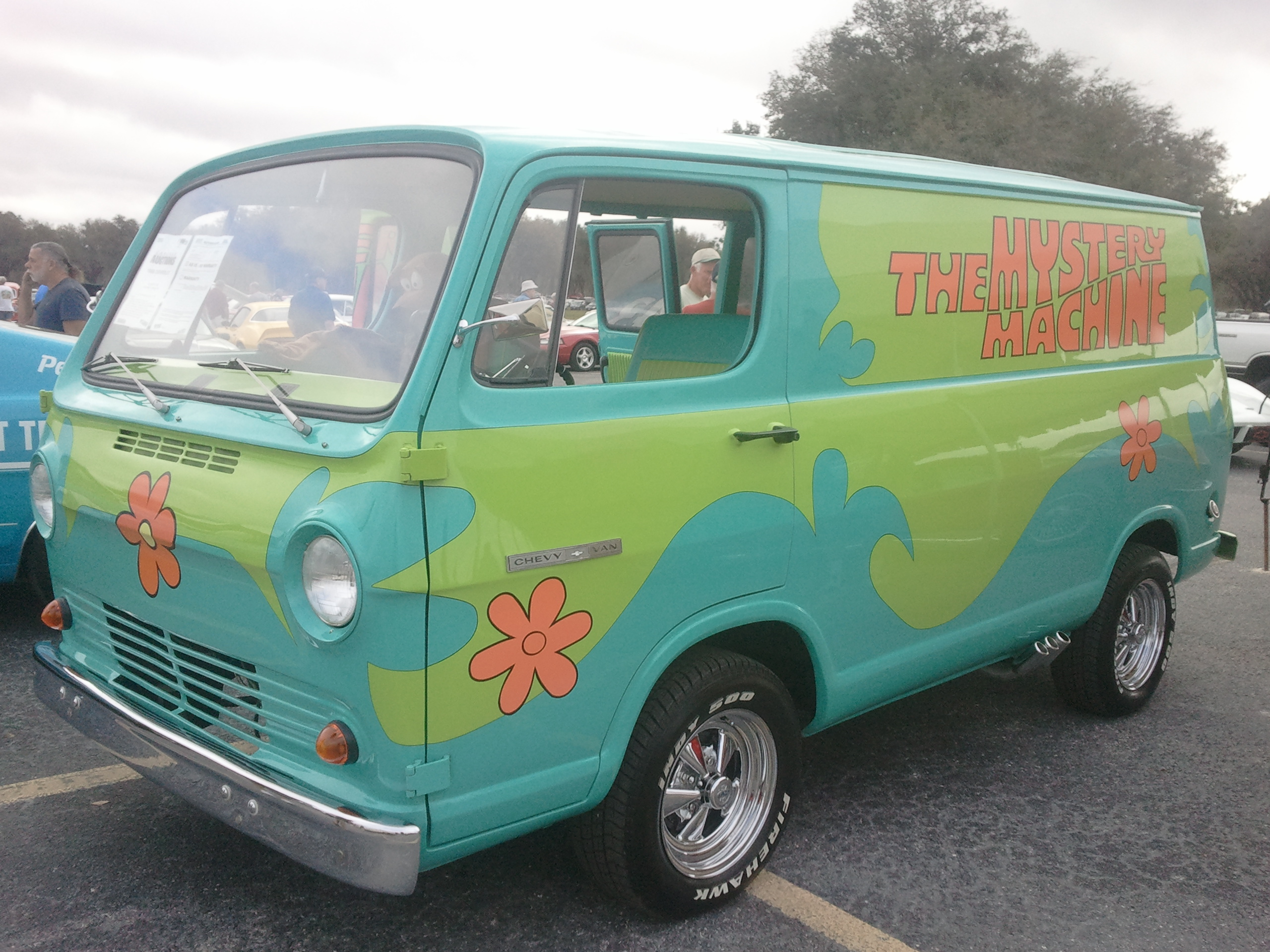
1968 Chevrolet Sportvan 108 розмальований під Фургончик Таємниць із «Скубі-Ду». Ряд шанувалиників «Скубі-Ду» размалювали цю машину.

## Супутня продукція
Видавництво Gold Key Comics з грудня 1969 року почала публікацію коміксів «Скубі-Ду, Де ти!». Журнал випускався до 1974 року. Сюжет спочатку був оснований на однойменному телевізійному шоу; пізніше випуски містили оригінальну історію. Сценаристом був Марк Іванір, ілюстрації малював Дан Спаегл. Пізніше 11 випусків коміксів були створені Біллом Вільямсом і опубліковані Charlton Comics. З 1977 по 1979 рік журнал видавав Marvel Comics, а Harvey Comics переиздавал старі комікси компанії Charlton.
У 1995 році Archie Comics почав створювати щомісячні комікси зі Скубі-Ду і Скреппі-Ду. Через два роки журнал за мотивами мультфільмів випускав DC Comics, який видається і сьогодні.
Після успіху мультфільму «Скубі-Ду, де ти!» випускалися різні товари із зображеннями героїв мультсеріалу: настільні ігри, коробки для обідів, наклейки, книги, розмальовки тощо. Після виходу мультсеріалу про Скреппі-Ду головний герой з 80-х років став головним об'єктом для випуску різноманітної продукції. Так, у 1983 році компанією Milton Bradley випускалися настільні ігри, а з 1986 року різні розробники випускають комп'ютерні ігри за участю персонажів з Скубі-Ду. З початку XXI століття виробник медикаментів Bayer випускає мультивітаміни, на етикетці яких зображені герої мультфільмів.
З 1995 року, після придбання прав на серії каналу Cartoon Network, знову розширюється список товарів із зображеннями головних героїв мультсеріалу. Тепер додалися такі продукти як сухі сніданки, плюшеві іграшки та фігурки з персонажами, прикраси для автомобілів і т. д. Їжа для Скубі-Ду, сніданки «Скубі-снеки» (англ. Scooby Snacks), в реальності виробляється компанією Del Monte Pet Products. Підприємство Hasbro налагодила лінію з виробництва настільних ігор. З 2001 року видавництво Scholastic випускає книги, де описуються пригоди Скубі-Ду і його друзів. Існують екранізації книг у вигляді театральних постановок і фільмів.
Головні герої мультсеріалу — Шеггі і Скубі, з'явилися в атракціоні гонок «The Funtastic World of Hanna-Barbera» парку Universal Studios Florida. Він проіснував до 2002 року, коли став набирати популярність мультфільм про хлопчика-генія Джиммі Нейтрона. Проте в парку залишилися костюмовані герої та машина, на якій роз'їжджали персонажі.

## В інших медіа
- У культовому телесеріалі і коміксах «Баффі — винищувачка вампірів» є група персонажів, які називають себе «Банда Скубі» (відома також «Скубіс»), які борються з надприродними силами зла. Сара Мішель Геллар, актриса, яка грає Баффі в серіалі, пізніше зіграла Дафну Блейк у фільмі «Скубі-Ду» і його продовження «Скубі-Ду 2: Монстри на волі».
- У 1972 році лейбл Музика для задоволення випустив вінілову платівку «Scooby-Doo and the Snowmen Mystery».
- Герой серіалу «Похмурі тіні» Барнабас Коллінз дивиться по телевізору «Скубі-Ду». Після перегляду його протягом декількох хвилин він приходить до висновку, що це дурна «гра», не розуміючи, що це мультфільм.
- Трилер «Saturday Morning Massacre» є «темною» пародією на Скубі-Ду.
- Фільм «Світ Вейна» включає в себе альтернативний фінал під назвою «Фінал Скубі-Ду», в якому персонаж у фільмі розкриває, що він був у масці. Він також вимовляє коронну фразу Фреда «Давайте подивимося, хто це насправді», перш ніж знімати маску.
- У «Джей і Мовчазний Боб завдають удару у відповідь» є коротка сцена, де друзі їздять в задній частині Фургончика Таємниць, разом зі Скубі і його командою.
- Філк-гурт «Ookla The Mok» у 2003 році випустили альбом «Oh Okay LA» з піснею «W. W. S. D?» («What Would Scooby Doo?»).